# Létavka červenohřbetá
Létavka červenohřbetá (Boophis rappiodes) je žába náležící do čeledi mantelovití (Mantellidae) a rodu Boophis. Popsal ji Ernst Ahl v roce 1928. Vyskytuje se pouze v ostrovním státě Madagaskar, kde obývá jeho středo− až jihovýchod. K životu preferuje okraje zdejších pralesů s pomalu tekoucími vodními toky. Nejnižší nadmořská výška, ve které žije, činí 300 metrů, nejvyšší 900 metrů.

## Popis
Samice této elegantní žáby jsou větší nežli samci, dosahují velikosti mezi 3 až 3,4 cm, zatímco samci měří maximálně 2,5 cm. Obě pohlaví se rozlišují také zbarvením, samice jsou barevnější. Hladká kůže je zbarvena zeleně a přes tělo se táhne žlutý pruh. Zbarvení doplňují rezavé skvrnky. Mezi jednotlivými barevnými varietami však existují geografické rozdíly. Na končetinách se vyvinula blána, prsty jsou vybaveny disky, pomocí kterých je žába schopna šplhat. Létavku červenohřbetou lze zaměnit s jinými druhy, například s mantelovitou druhu Boophis bottae, podobá se však i létavce malachitové (Boophis luteus) a létavce zelenočervené (Boophis viridis).

## Biologie
Samci létavek si brání své teritorium kvákáním z vegetace. Létavka červenohřbetá se ozývá dvojitým zakvákáním o frekvenci 2,5 až 3,5 kHz. Tento zvukový projev trvá 65 až 80 ms a v krátkých intervalech je opakován. Samci, kteří lákají samice, pak využívají i rozmanitější vokální repertoár. Rozmnožování probíhá zřejmě ve vodě, jeden pářící se pár byl objeven během listopadu, samice s vejci ještě v březnu. Při rozmnožování se samec drží samice za podpaží a tímto způsobem u nich probíhá amplexus, známá poloha při reprodukci žab. Samičky kladou snůšku o několika stech vajíčkách. Vylíhnou se z nich černí, žlutě skvrnití pulci s bočně umístěnýma očima a drobnými ústy. Metamorfóza pulců probíhá v pomalu tekoucích úsecích potoků, kde je voda zastíněna bohatou vegetací.

## Ohrožení
Mezinárodní svaz ochrany přírody hodnotí tento druh jako málo dotčený taxon, i tak ale některé hrozby existují. Populace nejspíš klesá v důsledku ztráty přirozeného prostředí v domovině těchto žab. U některých druhů z rodu byla zaznamenána plíseň Batrachochytrium dendrobatidis, která napadá kůži žab, zabraňuje jim tak dýchání a vyvolává smrtelné onemocnění chytridiomykózu.